# Luciano Zuccoli
Luciano Zuccoli (eigentlich Luciano von Ingenheim, * 5. Dezember 1868 in Calprino, heute Paradiso (Kanton Tessin); † 26. November 1929 in Paris) war ein italienischer Schriftsteller schweizerischer Herkunft.

## Leben
Graf Zuccoli gründete die Zeitung Provincia di Modena und leitete sie zwei Jahre lang, ab 1903 übernahm er die Leitung des Giornale di Venezia, das 1906 mit der Gazzetta di Venezia fusionierte, deren Direktor er bis 1912 war, als Nachfolger von Ferruccio Macola, Mitarbeiter des Corriere della Sera.
In seinen Romanen behandelt Zuccoli die Spannungen zwischen Sinnlichkeit und Moral in einer großbürgerlichen Umgebung. Bekannt sind auch seine unter dem Einfluss Bourgets geschaffenen Charakterdarstellungen von Frauen.

## Werke (Auswahl)
- I lussuriosi. L. Omodei Zorini Editore, Milano 1893.
- Il designato. L. Omodei Zorini Editore, Milano 1894.
- La morte d’Orfeo. Galli, Milano 1896.
- Roberta. Casa Edit. Brigola di E. Brigola e G. Marco, Milano 1897.
- Il maleficio occulto. Remo Sandron, Milano-Palermo 1902.
- Ufficiali, sottufficiali, caporali e soldati. (1902; deutsch Italienisches Reiterleben)
- La vita ironica. Renzo Streglio e C. Tip. Editore, Torino-Genova-Venaria Reale 1904.
- La compagnia della leggera. Fratelli Treves, Milano 1907.
- L’amore di Loredana. Fratelli Treves, Milano 1908.
- Farfui. Fratelli Treves, Milano 1909.
- Donne e fanciulle. Fratelli Treves, Milano 1911.
- La freccia nel fianco (romanzo)|La freccia nel fianco. Fratelli Treves, Milano 1913.
- L’amore non c'è più. Tiber Arti grafiche, Roma 1916.
- Baruffa. Tiber Arti grafiche, Roma 1916.
- La volpe di Sparta. Fratelli Treves, Milano 1916.
- Romanzi brevi: Casa Paradisi, Il giovane duca, Il valzer del guanto. Fratelli Treves, Milano 1917.
- L’oro e la donna: pagine di vita. M. Carra e C. di L. Bellini, Roma 1918.
- Per la sua bocca. Fratelli Treves, Milano 1918.
- Fortunato in amore. Casa Ed. M. Carra e C., di L. Bellini, Roma 1919.
- Le cose più grandi di lui. Fratelli Treves, Milano 1922.
- I ragazzi se ne vanno. Fratelli Treves, Milano 1927.